# Clavariachaete rubiginosa
Clavariachaete rubiginosa är en svampart som först beskrevs av Berk. & M.A. Curtis ex Cooke, och fick sitt nu gällande namn av Corner 1950. Clavariachaete rubiginosa ingår i släktet Clavariachaete och familjen Hymenochaetaceae.   Inga underarter finns listade i Catalogue of Life.